# Twin Islets
Twin Islets är en ö i Australien. Den ligger i delstaten Tasmanien, i den sydöstra delen av landet, omkring 410 kilometer norr om delstatshuvudstaden Hobart.
Genomsnittlig årsnederbörd är 812 millimeter. Den regnigaste månaden är juni, med i genomsnitt 91 mm nederbörd, och den torraste är januari, med 35 mm nederbörd.